# Вака (каноэ)

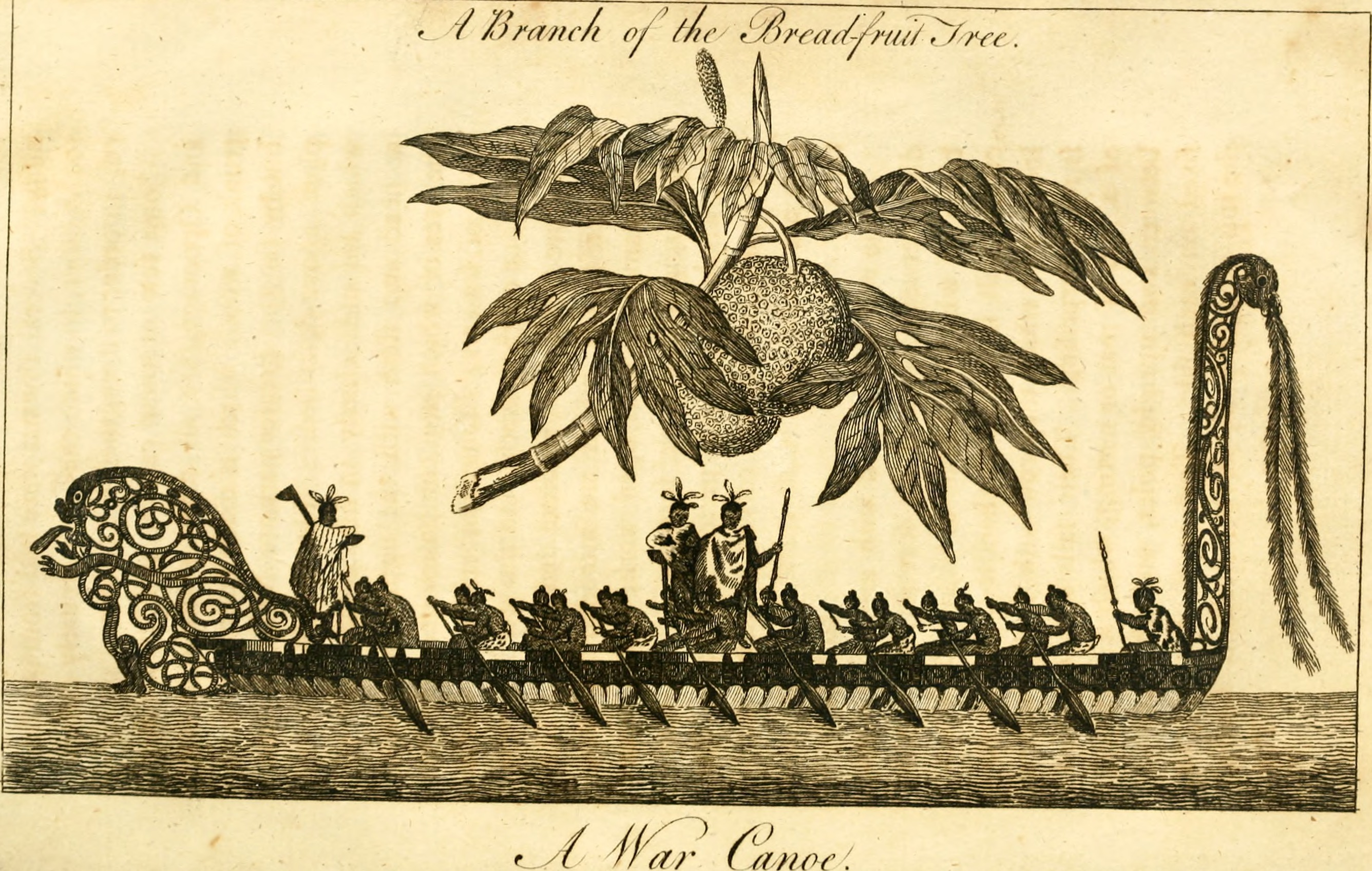
Вака. Рис. участника второй кругосветной экспедиции Дж. Кука, 1773 г.

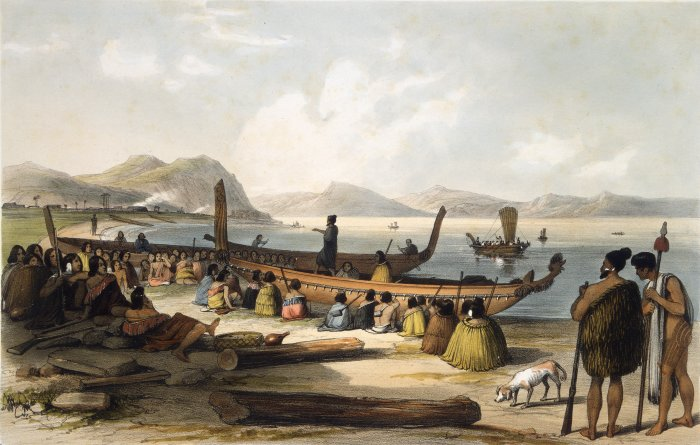
Вака-тауа. Рис. Августа Эрла, 1838 г.

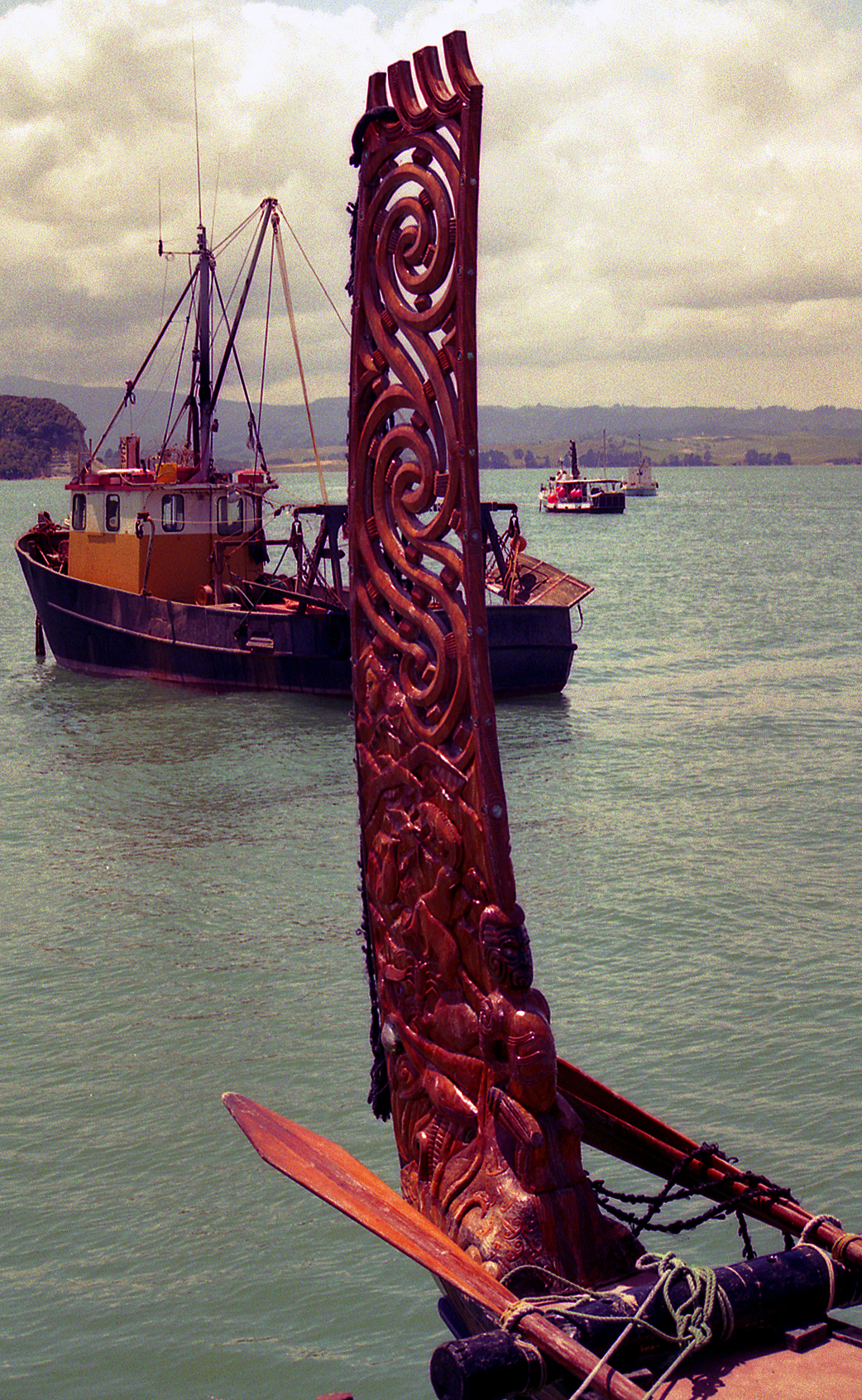
Ахтерштевень.

Вака (маори Waka) — тип каноэ, в прошлом широко распространённый среди представителей новозеландского народа маори. Вака занимает важную роль в истории и культуре маори. Согласно представлениям этого полинезийского народа, именно на таких каноэ в Новую Зеландию прибыли их предки из мифической прародины Гаваики. В результате каждое маорийское племя, или иви, идентифицирует себя с конкретной вака, на которой приплыли их прародители.
Новозеландская вака имела ряд отличий, например маорийские каноэ представляли собой преимущественно однокорпусные суда, которые отличались размерами, формой и предназначением. Ввиду обилия древесины на островах каноэ сооружались с поднятым верхним поясом (обшивкой от носа до кормы), прикреплённым к планширям.
По данным новозеландского историка Те Ранги Хироа (Питера Бака), длина маорийских каноэ составляла от 60 до 80 футов, но встречались и более 100 футов. Легендарное судно «Таинуи», на котором, согласно преданию, прибыли в Новую Зеландию предки современных маори, судя по сохранившимся на побережье залива Каухиа каменным подпоркам, имело длину около 70 футов, т. е. свыше 20 м. 
Норвежский учёный и путешественник Тур Хейердал усматривал определённое сходство в конструкции новозеландских вака и каноэ индейцев Северо-западного побережья Тихого океана, отмечая также давнее использование последними двухкорпусных судов.
В зависимости от функций выделялось несколько разновидностей ваки:
- Вака-тауа (маори waka taua) — каноэ преимущественно военного назначения, длина которых колебалась от 9 до 30 м и на борту которых могло находиться до 100 человек[6]. Этот вид каноэ больше всего украшался различными орнаментами и резьбой. Сам же процесс его изготовления был очень длительным. Маори тщательно подходили к выбору дерева, которое шло под строительство каноэ: брались в расчёт его месторасположение, место, куда оно упадёт, процесс его перемещения; кроме того, проводились особые церемонии, чтобы не разозлить бога Тане. Так как на вака-тауа в основном отправляли воинов в место сражения, этот вид каноэ также иногда использовался в для доставки тел людей, погибших в сражениях[6].
- Вака-тете (маори waka tētē), или вака-пакоко (маори waka pakoko) — разновидность ваки, во многом схожая с вака-тауа, но имевшая меньшие размеры. Выполняла самые разнообразные функции: использовалась для перевозки вещей, продуктов и людей по рекам и прибрежным морским водам[7].
- Вака-тиваи (маори waka tīwai), или вака-копапа (маори waka kōpapa) — наиболее распространённая разновидность ваки. Представляла собой небольшое, неукрашенное (без резьбы) каноэ, использовавшееся для рыболовства и плавания по рекам[8].
- Мокихи (маори mōkihi) — разновидность ваки, широко распространённая среди племён маори, проживавших на восточном побережье Северного острова, а также на Южном острове[8].

Среди представителей коренного народа архипелага Чатем, мориори, выделялись четыре типа ваки, представлявшие собой, ввиду дефицита древесины, скорее плоты, нежели каноэ:
- Вака-пухара (маори waka pūhara), или корари (маори kōrari): имела два киля и плоское дно. Ахтерштевень украшался резьбой.
- Вака-риму (маори waka rimu): была схожей с вака-пухара, однако бока и дно лодки были покрыты волокном высушенных водорослей.
- Вака-пахи (маори waka pahī): вака, использовавшаяся для плавания к отдалённым островам.
- Вака-ра (маори waka rā)[9].